# Hicksville (New York)
Hicksville è un census-designated place (CDP) degli Stati Uniti d'America, situato nello stato di New York, nella contea di Nassau, sull'isola di Long Island.